# Khirni
Khirni (en rus: Хирный) és un poble (una khútor) de l'óblast de Rostov, a Rússia, que en el cens rus del 2010 tenia 252 habitants.